# Советское (Курганская область)
Советское — село в Куртамышском районе Курганской области России. В рамках организации местного самоуправления входит в муниципальное образование Куртамышский муниципальный округ (с 2005 до 2021 гг. — муниципальный район).

## География
Село находится в южной части области, в пределах юго-западной части Западно-Сибирской равнины, в лесостепной зоне.

### Климат
Климат характеризуется как континентальный, с холодной продолжительной малоснежной зимой и тёплым сухим летом. Среднегодовая температура — −1 °C. Средняя температура воздуха самого холодного месяца (января) составляет −17,7 °C (абсолютный минимум — −49 °С); самого тёплого месяца (июля) — 19 °C (абсолютный максимум — 41 °С). Безморозный период длится 113 дней. Годовое количество атмосферных осадков — 344 мм, из которых 190—230 мм выпадает в вегетационный период. Продолжительность периода с устойчивым снежным покровом равна 161 дню.

## История
До 1917 года входило в состав Берёзовской волости Челябинского уезда Оренбургской губернии. По данным на 1926 год совхоз Берёзово (он же бывший хутор Колупаевых) состоял из 52 хозяйств. В административном отношении входил в состав Берёзовского сельсовета Звериноголовского района Курганского округа Уральской области.
До 24 мая 2021 года, согласно Закону Курганской области от 12 мая 2021 года № 48, административный центр Советского сельсовета, упразднённый в связи с преобразованием муниципального района в муниципальный округ.

## Население
| 1989 | 2002  | 2010  |
| ---- | ----- | ----- |
| 1134 | ↗1279 | ↘1096 |

### Национальный и гендерный состав
По данным переписи 1926 года в совхозе проживал 167 человек (79 мужчин и 88 женщин), в том числе: русские составляли 85 % населения, киргизы — 15 %.
Согласно результатам переписи 2002 года, в национальной структуре населения русские составляли 92 % из 1279 чел., из них 616 мужчин, 663 женщины.

## Инфраструктура
Основа экономики — сельское хозяйство.
Берёзовская средняя общеобразовательная школа, Дом культуры, отделение почтовой связи № 641468.
Обелиск воинам, павшим в годы Великой Отечественной войны.

## Транспорт
Село доступно автотранспортом. Остановка общественного транспорта «Советское».